# 분산 광음향 감지

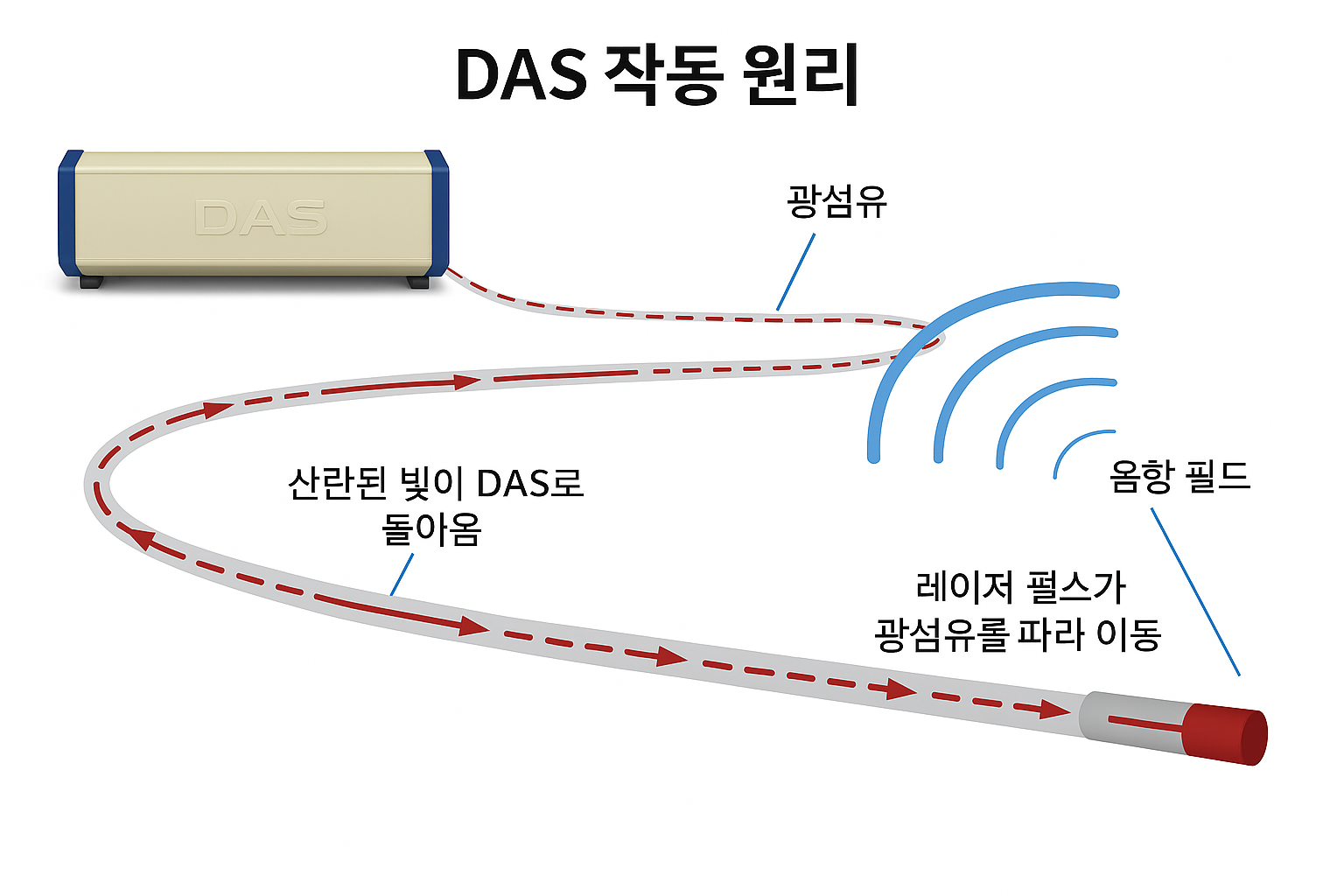
“该图展示了分布式声学传感（DAS）系统的工作原理，说明激光脉冲沿光纤传播并通过散射光检测声学信号的过程.”

분산 광음향 감지(영어: Distributed Acoustic Sensing, DAS)는 기존의 광섬유 케이블을 고성능 음향 센서로 활용하는 최첨단 기술이다. 광섬유 내부에서 발생하는 레이리 산란(Rayleigh scattering)을 기반으로 하며, 레이저 펄스를 광섬유에 쏘아 산란되는 빛을 분석해 실시간으로 진동, 음향, 압력 변화를 감지한다.
이 기술은 분산 온도 감지(Distributed Temperature Sensing, DTS)와 함께 산업 현장, 에너지 분야, 보안 응용 및 환경 모니터링 등 여러 분야에서 중요한 역할을 한다.

## 작동 원리
DAS 시스템은 광섬유 내부의 미세한 불균일성에서 발생하는 레이리 산란 현상을 이용한다. 레이저 펄스가 광섬유를 따라 이동할 때, 외부 진동이나 압력 변화에 의해 산란된 빛의 위상과 강도가 변화한다. DAS 장비는 이 변화를 고해상도 공간 및 시간 해상도로 분석하여 광섬유 전체 길이에 걸쳐 분산된 신호를 실시간 감지한다.
또한, 라만 산란(Raman scattering)과 같은 다른 광산란 현상도 분산 센서 기술에서 활용되며, 주로 분산 온도 감지(DTS) 기술에 적용된다.

## 주요 활용 분야
- 국방 및 경계 감시: 국경, 군사 시설, 중요 인프라 주변에 설치된 광섬유를 통해 침입자 및 이상 활동 감지.
- 에너지 산업: 석유 및 가스 파이프라인 누수 탐지 및 유지보수 모니터링.
- 철도 산업: 선로 주변 진동 및 이상 상황 조기 경고.
- 환경 및 지진 모니터링: 지진파 및 자연 재해 조기 감지.
- 산업 설비 모니터링: 기계 진동 감지, 설비 상태 모니터링 및 예측 유지보수.

## 기술적 장점
- 기존 광섬유 인프라 활용 가능, 추가 센서 설치 비용 절감.
- 수십 km 이상 장거리 분산 감지 가능.
- 전자기 간섭 내성, 높은 민감도 및 실시간 데이터 처리.
- 다양한 산업 및 환경 조건에 적합한 유연한 시스템 구성.

## 참고 문헌
- Smith, J. & Lee, H. (2019). "Rayleigh Scattering-Based Fiber Optic Sensing." *Sensors and Actuators A: Physical*, 278, 10-20. https://doi.org/10.1016/j.sna.2018.10.013
- Culver, R. B. & Mrozowski, S. (2020). "Distributed Acoustic Sensing: Principles and Applications." *Journal of Optical Sensors*, 15(3), 123-135. https://doi.org/10.1007/s12345-020-0123-4
- Lee, C. H., Kim, S. J. (2021). "Applications of DAS Technology in Energy Infrastructure." *Energy Monitoring Journal*, 10(1), 45-60.
- T. W. Hawkins et al. (2017). "Distributed Acoustic Sensing for Railway Monitoring." *IEEE Sensors Journal*, 17(14), 4429-4435. https://doi.org/10.1109/JSEN.2017.2714871
- Wikipedia contributors. "Rayleigh scattering." *Wikipedia*, The Free Encyclopedia. (https://en.wikipedia.org/wiki/Rayleigh_scattering)
- Wikipedia contributors. "Raman scattering." *Wikipedia*, The Free Encyclopedia. (https://en.wikipedia.org/wiki/Raman_scattering)
- FOTAS 공식 웹사이트